# Saint-Martin-aux-Champs
Saint-Martin-aux-Champs ist eine französische Gemeinde mit 106 Einwohnern (Stand: 1. Januar 2022) im Département Marne in der Region Grand Est (vor 2016: Champagne-Ardenne). Die Gemeinde gehört zum Arrondissement Châlons-en-Champagne und zum Kanton Châlons-en-Champagne-3.

## Geographie
Saint-Martin-aux-Champs liegt an der Marne, etwa 19 Kilometer südsüdöstlich des Stadtzentrums von Châlons-en-Champagne. Umgeben wird Saint-Martin-aux-Champs von den Nachbargemeinden Cheppes-la-Prairie im Norden und Westen, La Chaussée-sur-Marne im Osten und Nordosten, Ablancourt im Südosten sowie Songy im Süden.

## Bevölkerungsentwicklung
| Jahr                       | 1962 | 1968 | 1975 | 1982 | 1990 | 1999 | 2006 | 2011 | 2018 |
| Einwohner                  | 134  | 104  | 102  | 98   | 93   | 81   | 91   | 95   | 109  |
| Quellen: Cassini und INSEE |      |      |      |      |      |      |      |      |      |

## Sehenswürdigkeiten
- Kirche Saint-Martin aus dem 12. Jahrhundert

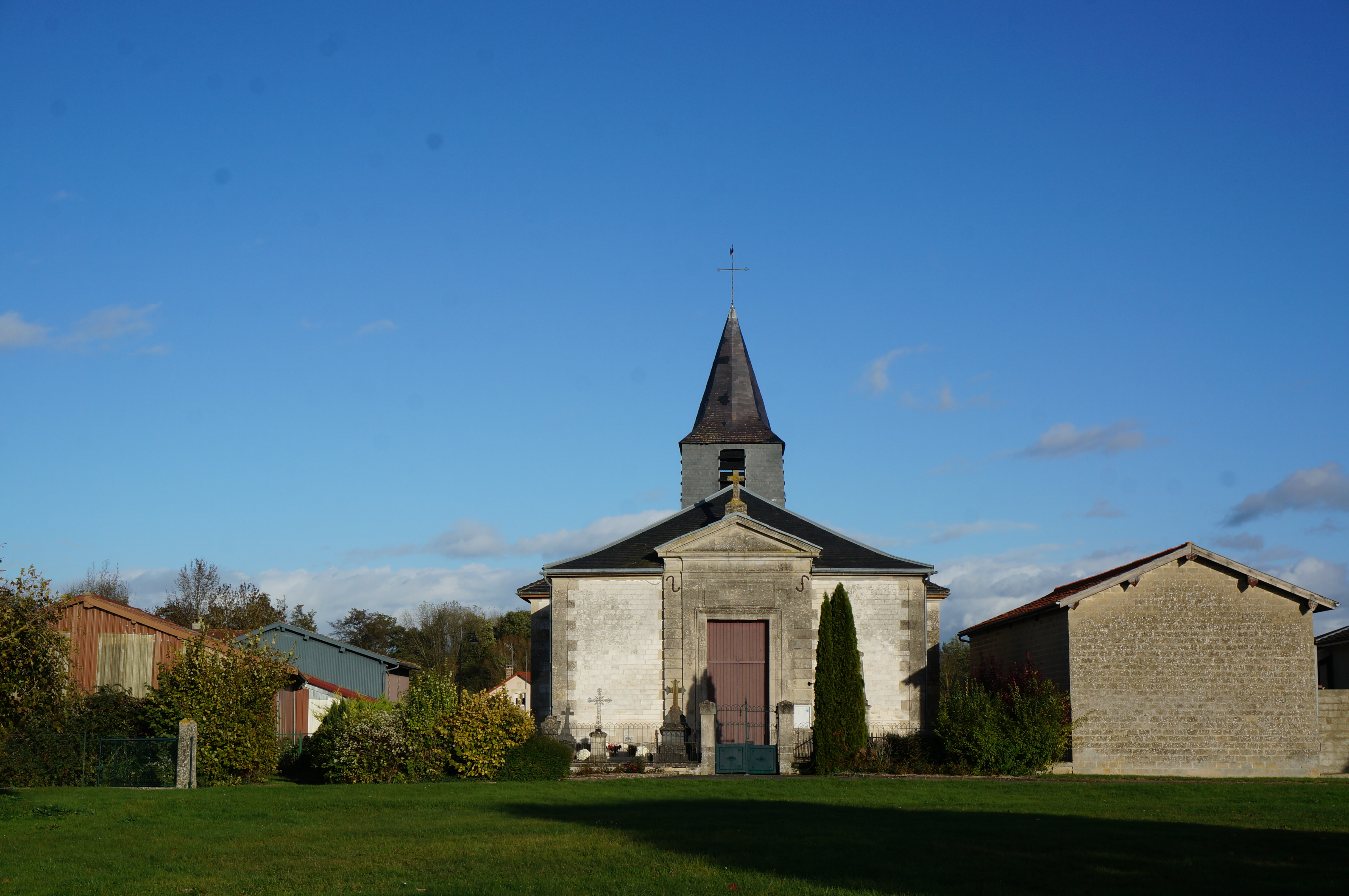
Kirche Saint-Martin